# Axstedt
Axstedt è un comune di 1.147 abitanti della Bassa Sassonia, in Germania.
Appartiene al circondario (Landkreis) di Osterholz (targa OHZ) ed è parte della comunità amministrativa (Samtgemeinde) di Hambergen.